# Hugues de Lionne
Hugues de Lionne, född 11 oktober 1611, död 1 september 1671, var en fransk statsman.
Lionne tillhörde parlamentsadeln och var systerson till Abel Servien, i vars följe han gjorde sina första diplomatiska lärdomar. Han lyckades snart tilldra sig Jules Mazarins uppmärksamhet och utförde med stor skicklighet flera diplomatiska uppdrag, särskilt i Italien. År 1659 blev han "statsminister", och vid Mazarins död på dennes rekommendation Ludvig XIV:s utrikesminister, även om han fick titeln först 1663. De stora franska utrikespolitiska framgångarna berodde till stor del på de Lionne. Hans sista stora verk var fördraget i Dover 1670. Lionne var som diplomat vidlyftig i sina kostnader och privat en passionerad hasardspelare.